# Кенжаев, Курбан
Курба́н Кенжа́ев (род. 1930) — советский колхозник, Герой Социалистического Труда, депутат Совета Национальностей Верховного Совета СССР 7-го созыва.

## Биография
Родился в 1930 году в Ферганской области. Член КПСС.
В 1945—1957 — колхозник колхоза «Парижская Коммуна», тракторист МТС Кировского района.
В 1957—1990 — бригадир-механизатор совхоза «40 лет Октября» Кировского района Ферганской области Узбекской ССР.
Указом Президиума Верховного Совета СССР от 1 марта 1965 года присвоено звание Героя Социалистического Труда с вручением ордена Ленина и золотой медали «Серп и Молот».
Депутат Совета Национальностей Верховного Совета СССР 7-го созыва от Узбекской ССР (1966—1970). Делегат XXIV съезда КПСС (1971).
Жил в Ферганской области.

## Награды и звания
- Герой Социалистического Труда (01.03.1965)
- Орден Ленина (14.12.1959)
- Орден Знак Почёта (11.01.1957)